# Jean César Scarcella

Wappen des Territorialabtes Jean César Scarcella

Jean César Scarcella CRSA (* 28. Dezember 1951 in Montreux, Kanton Waadt, Schweiz) ist ein römisch-katholischer Ordenspriester, emeritierter Abt der Territorialabtei Saint-Maurice und Abtprimas der weltweiten Konföderation der Augustiner-Chorherren.

## Leben
Jean César Scarcella legte 1972 die Matura an der Oberschule der Abtei Saint-Maurice ab und studierte zunächst zwei Jahre Medizin an der Universität Lausanne. Anschliessend absolvierte er ein Musikstudium am Konservatorium in Lausanne, das er 1982 mit dem Diplom als Klavierlehrer abschloss.
Er trat 1984 in das Noviziat der Ordensgemeinschaft der Augustiner-Chorherren, legte die Feierliche Profess am 21. Mai 1988 ab und empfing am 21. März 1990 die Priesterweihe. Zuvor studierte er von 1985 bis 1990 an der Universität Freiburg Philosophie und katholische Theologie.
Neben Aufgaben in der Pfarrseelsorge war er im Kloster unter anderem Sakristan und Rektor der Abteikirche. 2009 wurde er Prior und Generalvikar der Territorialabtei und war gleichzeitig als Novizenmeister tätig.
Das Generalkapitel der Abtei wählte ihn am 10. April 2015 zum 95. Abt von Saint-Maurice; Papst Franziskus bestätigte die Wahl am 22. Mai 2015. Die Abtsbenediktion erteilte ihm der Bischof von Sitten, Jean-Marie Lovey CRB, am 1. August desselben Jahres.
2017 wurde Jean César Scarcella von Kardinal-Grossmeister Edwin Frederick Kardinal O’Brien zum Grossoffizier des Päpstlichen Ritterordens vom Heiligen Grab zu Jerusalem ernannt und am 18. März 2017 in der Abtei Saint-Maurice durch Bischof Pier Giacomo Grampa, Grossprior des Ritterordens vom Heiligen Grab zu Jerusalem, in die Schweizer Statthalterei investiert.
Als Mitglied der Schweizer Bischofskonferenz leitete Jean Scarcella deren Departement «Glaube, Liturgie, Bildung, Dialog».
Am 4. August 2022 wählte die Konföderation der Augustiner-Chorherren bei ihrer Versammlung in Saint-Maurice Jean Scarcella zu ihrem neuen Abtprimas.
Im September 2023 wurde mitgeteilt, dass Scarcella sein Amt als Abt wegen Vorwürfen sexueller Übergriffe ruhen lasse, um die Unabhängigkeit einer diesbezüglichen kirchlichen Voruntersuchung zu sichern. Ein mutmassliches Opfer hatte sich mit einem Brief an Papst Franziskus gewandt und mitgeteilt, es sei als Jugendlicher von Scarcella sexuell belästigt worden. Der Vatikan setzte daraufhin den Churer Bischof Joseph Bonnemain als Sonderermittler ein. Scarcellas Vertreter und Interims-Klostervorsteher Roland Jaquenoud trat bereits im November 2023 von diesem Amt zurück, weil bekannt wurde, dass er 2003 einen ihm untergebenen Novizen zum Geschlechtsverkehr gezwungen haben soll. Am 28. November 2023 wurde Scarcellas Vorgänger als Abtprimas, Jean-Michel Girard, zum Apostolischen Administrator sede plena ernannt, womit die Amtsausübung Scarcellas nicht mehr nur durch eigene Entscheidung ausgesetzt ist. Am 18. Oktober 2024 gab die Abtei Saint-Maurice bekannt, dass die Untersuchungen des Dikasteriums für die Bischöfe abgeschlossen seien. Ein Missbrauchsvorwurf habe sich demnach nicht bestätigt, auch die zuständige Staatsanwaltschaft sehe keinen Grund, ein Verfahren einzuleiten. Das Dikasterium wies Scarcella förmlich auf die dem Klerus angemessenen Verhaltensweisen im zwischenmenschlichen Umgang hin und kündigte an, auf die Entscheidung der Staatsanwaltschaft zu warten. Am ersten Fastensonntag 2025 nahm Scarcella sein Amt wieder auf, nachdem das Dikasterium der Entscheidung der Schweizer Staatsanwaltschaft gefolgt war, das kirchenrechtliche Verfahren einzustellen. Zugleich endete damit das Mandat des Apostolischen Administrators.
Wenige Monate später, am 28. Juni 2025, nahm Papst Leo XIV. Scarcellas Rücktritt an.